# Karaffa János
Karaffa János (Dunaszerdahely, 1973. március 11. – Dunaszerdahely, 2021. június 23.) szlovákiai magyar plébános.

## Élete
1979–1987 között Dunaszerdahelyen járt magyar alapiskolába, majd 1987-1991 a pozsonyi Duna utcai Magyar Gimnáziumban tanult, ahol 1991-ben érettségizett. 1991–92-ben Pozsonyban a Comenius Egyetemen, 1992–1997 között Budapesten a Pázmány Péter Katolikus Egyetemen tanult teológiát, ahol 1998-ban teológiai licenciátust szerzett. 2002-ben a PPKE-n szerzett teológiai doktorátust.
1996-ban Budapesten szentelték diakónussá. 1997. június 14-én Pozsonyban szentelték pappá, majd június 21-én mutatta be első szentmiséjét Dunaszerdahelyen. Előbb 2 évig káplánként szolgált Komáromban, majd 1997-2007 között Felbár és 1999-2007 között Baka adminisztrátora. 2007-2010 között Felsőtúr, 2010-ben pedig Ímely adminisztrátora. 2010-től Magyarországon a Székesfehérvári egyházmegyében szolgált, 2 évig Piliscsabán, majd 2012-től a székesfehérvári püspöki hivatal referense. 2013-tól ismét a Nagyszombati Egyházmegyében szolgált, előbb mint Nyárasd, illetve Alistál plébánosa.
2013. december 1-től a komáromi boldog Salkaházi Sára egyetemi pasztorációs centrum vezetője, mint lelki vezető. 2014–2016 között a dunaszerdahelyi esperesség iskolai esperese. 2016-tól Keszegfalva plébánosa és Komáromban is segédkezett. 2017-től Pozsonyeperjes plébánosa.
Dunaszerdahelyen helyezték örök nyugalomra.

## Főbb művei
- 2003 Remény Kalendárium
- 2003 Kilenced a szegények orvosának közbenjárásáért
- 2004 Jeremiás – Az ítélethirdetés Jeremiáš életében és vallomásaiban
- A bakai plébánia története; szerk. Karaffa János, Darnay Zsolt; Glória, Nádszeg, 2004
- 2005 Magyar hitvallók a XX. században
- Keresztény magyarságunk emlékei Felbáron; szerk. Karaffa János; Pázmaneum, Dunaszerdahely, 2006
- Felvidéki kilenced a keresztény magyarságért és Európáért; összeáll. Karaffa János; Pázmaneum, Dunaszerdahely, 2006
- Kilenced Árpád-házi Szent Erzsébethez; szerk. Karaffa János; Pázmaneum, Dunaszerdahely, 2007
- Lénár Károly atya – Krisztus bátor hitvallója; szerk. Karaffa János, Farkas Zsolt; Pázmaneum, Dunaszerdahely, 2009
- Kilenced a magyar családokért, Boldog Batthyány László közbenjárásáért; összeáll. Karaffa János; Ecclesia, Budapest, 2011 (Ecclesia füzetek)